# Kościół św. Anny w Zwoli Poduchownej
Kościół świętej Anny – rzymskokatolicki kościół parafialny należący do dekanatu Żelechów diecezji siedleckiej.
Jest to świątynia wzniesiona w 1687 roku na miejscu wcześniejszego kościoła z 1529 roku. Wybudowana została z fundacji Stefana Wierzbowskiego biskupa poznańskiego. Remontowana była w 1787 roku przez Michała Wierzbowskiego. Została przebudowana około 1830 roku. W 1939 roku została dostawiona zakrystia. W 1997 roku została poddana remontowi.

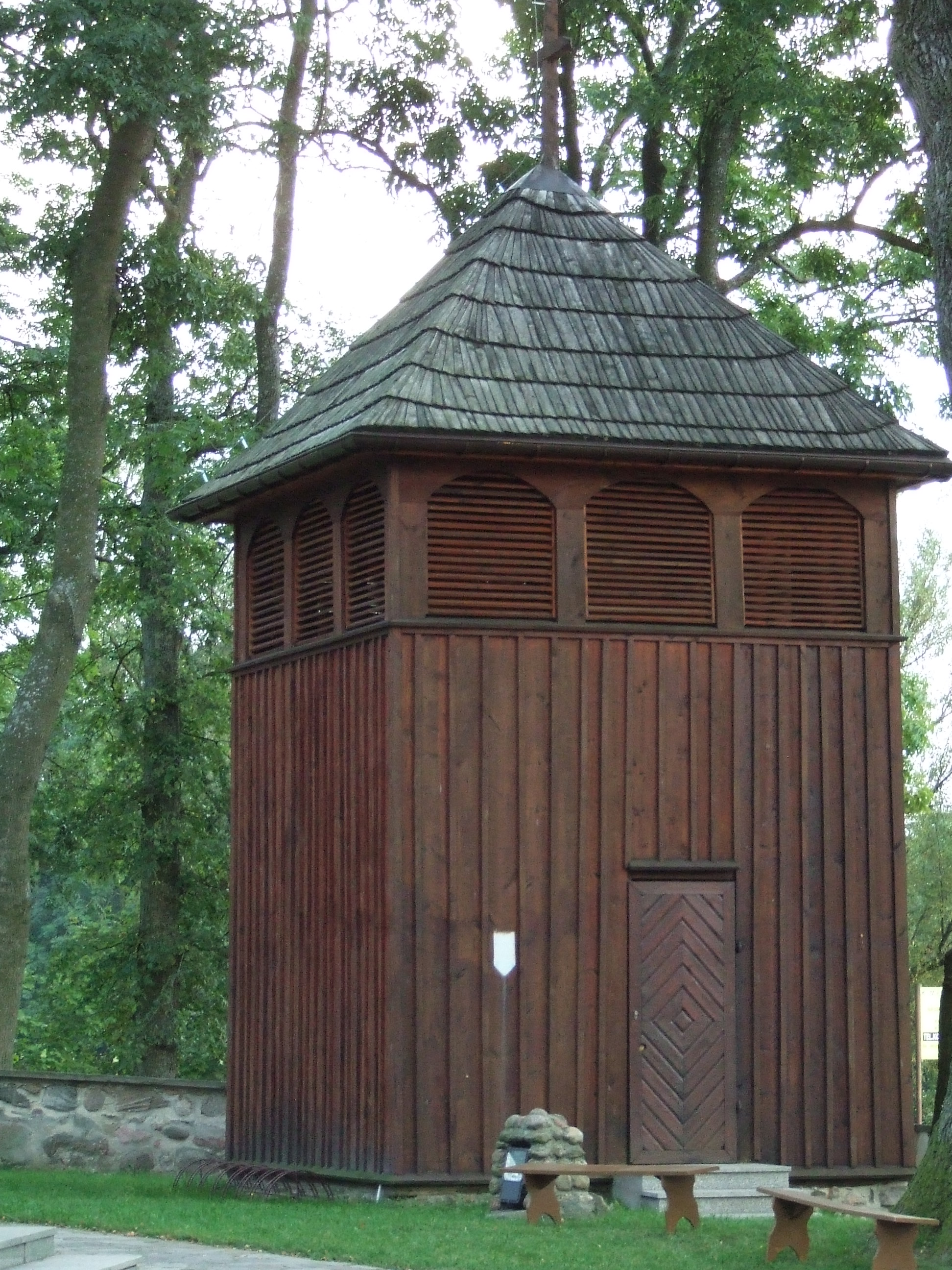
Dzwonnica

Budowla jest drewniana, trzynawowa, posiadająca konstrukcję zrębową. Świątynia jest orientowana. Posiada prezbiterium mniejsze w stosunku do nawy, zamknięte prostokątnie, z boku są umieszczone dwie zakrystie. Z przodu nawy znajduje się kruchta. Nawa i prezbiterium nakryte są dachami dwuspadowymi, pokrytymi gontem. Na dachu jest umieszczona ośmioboczna wieżyczka na sygnaturkę. 
Wnętrze dzielą na trzy części, dwa rzędy słupów ustawione po trzy sztuki. Wnętrze jest nakryte płaskimi stropami. Chór muzyczny jest podparty dwoma parami słupów z prostą linią parapetu i jest zabezpieczony ażurową balustradą. We wnętrzu znajdują się belka tęczowa, barokowa rzeźba Chrystusa Króla Ukrzyżowanego, pochodząca z 1 połowy XVIII wieku, ołtarz główny barokowy, pochodzący z końca XVIII wieku, dwa ołtarze boczne barokowe, pochodzące z końca XVII wieku, ambona, konfesjonał i ławki pochodzące z 2 połowy XVIII wieku. Obraz otoczony czcią Świętego Izydora został namalowany w 2 połowie XVII wieku.